# یاسر عرفات
محمد عبدالرئوف عرفات القدوة الحسینی (۴/۲۴ اوت ۱۹۲۹ – ۱۱ نوامبر ۲۰۰۴) معروف به یاسر عرفات و با کنیه أبو عمار، رهبر سیاسی فلسطینی بود. او از ۱۹۶۹، سومین رئیس سازمان آزادی‌بخش فلسطین، از ۱۹۸۹، نخستین رئیس‌جمهور فلسطین و از ۱۹۹۴، نخستین رئیس تشکیلات خودگردان فلسطین بود که این مسئولیت‌ها را تا زمان مرگش برعهده داشت. عرفات همچنین یکی از اعضای بنیان‌گذار حزب سیاسی فتح بود که از ۱۹۵۹ تا ۲۰۰۴ رهبری آن را بر عهده داشت. او از لحاظ ایدئولوژیک یک ملی‌گرا و سوسیالیست بود.
عرفات از پدر و مادری فلسطینی در قاهره، مصر زاده شد. او بخش عمدهٔ دوران جوانی خود را در مصر گذراند و در دانشگاه شاه فؤاد یکم به تحصیل پرداخت. او در دوران دانشجویی تحت تأثیر افکار ضدصهیونیستی و ملی‌گرایانه عرب قرار گرفت. وی در مخالفت با تشکیل دولت اسرائیل در سال ۱۹۴۸ در جنگ ۱۹۴۸ اعراب و اسرائیل در کنار اخوان‌المسلمین به مبارزه پرداخت. به‌دنبال شکست نیروهای عرب، عرفات به قاهره بازگشت و از سال ۱۹۵۲ تا ۱۹۵۶ به‌عنوان رئیس اتحادیه کل دانشجویان فلسطین مشغول به خدمت شد.
عرفات در اواخر دههٔ ۱۹۵۰ جنبش فتح را پایه‌گذاری کرد. این سازمان شبه‌نظامی به‌دنبال برچیدن اسرائیل و جایگزینی آن با کشوری فلسطینی بود. فتح در چند کشور عربی فعالیت می‌کرد و از طریق این کشورها حملاتی به اهداف اسرائیلی داشت. در اواخر دههٔ ۱۹۶۰ عرفات در جهان شناخته شد. او در سال ۱۹۶۷ به سازمان آزادی‌بخش فلسطین پیوست و در سال ۱۹۶۹ به‌عنوان رئیس مجلس ملی فلسطین انتخاب شد. حضور فزایندهٔ فتح در اردن منجر به درگیری نظامی با دولت ملک حسین در سال ۱۹۷۰ شد. در نتیجه این سازمان در اوایل دههٔ ۱۹۷۰ به لبنان رفت. در آنجا فتح کمک‌کنندهٔ جنبش ملی لبنان طی جنگ داخلی لبنان بود و به حملات خود به اسرائیل ادامه داد. در نتیجه این سازمان به هدف اصلی تهاجمات اسرائیل در جریان درگیری ۱۹۷۸ جنوب لبنان و جنگ ۱۹۸۲ لبنان تبدیل شد.
از سال ۱۹۸۳ تا ۱۹۹۳ عرفات در تونس اقامت داشت و رویکردش را از درگیری آشکار با اسرائیلی‌ها به مذاکره تغییر داد. او در سال ۱۹۸۸ حق موجودیت اسرائیل را به رسمیت شناخت و به‌دنبال چاره دو کشوری برای درگیری فلسطین و اسرائیل بود. او در سال ۱۹۹۴ به فلسطین بازگشت و در شهر غزه مستقر شد و به ترویج خودمختاری سرزمین‌های فلسطینی پرداخت. او در یک سری مذاکرات با دولت اسرائیل برای پایان دادن به درگیری بین این کشور و سازمان آزادی‌بخش فلسطین شرکت کرد. این مذاکرات شامل کنفرانس مادرید در سال ۱۹۹۱، پیمان‌های اسلو در سال ۱۹۹۳ و نشست سران کمپ دیوید ۲ در سال ۲۰۰۰ می‌شد. موفقیت مذاکرات در اسلو باعث شد که عرفات در سال ۱۹۹۴ در کنار اسحاق رابین و شیمون پرز، نخست‌وزیران اسرائیل، جایزه صلح نوبل را دریافت کند. در آن زمان با گسترش حماس و دیگر رقبای ستیزه‌جو، پشتیبانی از فتح در میان فلسطینی‌ها کاهش یافت. در اواخر سال ۲۰۰۴ عرفات پس از اینکه بیش از دو سال به‌وسیلهٔ ارتش اسرائیل در محوطهٔ رام‌الله خود کمابیش محبوس بود، به کما رفت و درگذشت. در حالی که علت مرگ عرفات همچنان موضوع گمانه‌پردازی باقی مانده است، تحقیقات تیم‌های روسی و فرانسوی مشخص کرد که هیچ سوء قصدی در کار نبوده است.
عرفات همچنان شخصیتی بحث‌برانگیز است. فلسطینی‌ها عموماً او را شهیدی می‌دانند که به نماد آرمان‌های ملی مردم خود تبدیل شد. اسرائیلی‌ها او را تروریست دانسته‌اند. رقبای فلسطینی، از جمله اسلام‌گرایان و چندین چپ‌گرای سازمان آزادی‌بخش فلسطین، مکرراً او را به‌عنوان شخصی مفسد یا بیش از حد مطیع در اعطاء امتیاز به دولت اسرائیل محکوم کردند.

## تأسیس جنبش فتح
در کویت چندی از دوستان فلسطینی وی به پیش او آمدند و پس از بررسی وضعیت آن زمان فلسطین تصمیم به ایجاد یک جنبش جدید برای آزادی فلسطین گرفتند و در ۱۰ اکتبر ۱۹۵۹ همراه با خلیل وزیر و صلاح خلف و خالد حسن و فاروق قدومی جنبشی با نام فتح را که مخفف معکوس شده جمله حرکت تحریر فلسطین است، تأسیس کردند.
در دهه‌های ۱۹۷۰ و ۱۹۸۰، جناح‌هایی در این گروه اقدام به ترور، بمب‌گذاری و هواپیماربایی کردند. عرفات از سخن گفتن دربارهٔ این کارها خودداری کرد و در عوض در سال ۱۹۷۴ در سخنرانی خود در مجمع عمومی سازمان ملل گفت: «من با شاخه زیتونی در یک دست و تفنگ مبارز آزادی در دست دیگر آمده‌ام. نگذارید شاخه زیتون از دستم بیفتد.»
در سال ۱۹۸۷ آمریکا سازمان آزادی‌بخش فلسطین را یک سازمان تروریستی اعلام و از ورود یاسر عرفات به این کشور جلوگیری کرد.

## رابطه با ایران و عراق

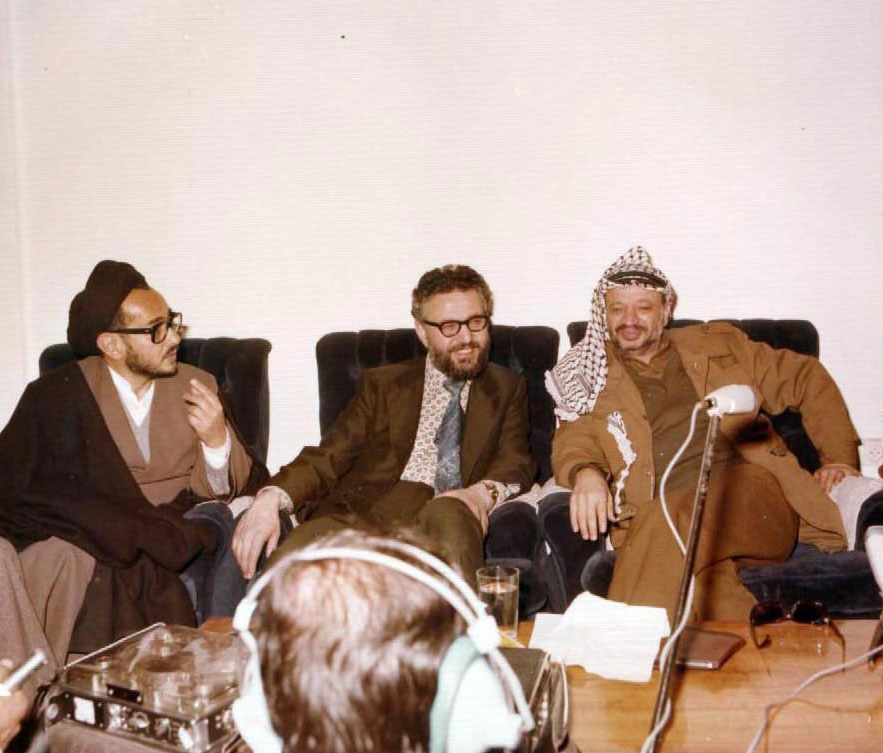
یاسر عرفات در کنفرانسی خبری در مشهد، ایران؛ به همراه ابراهیم یزدی و عبدالکریم هاشمی‌نژاد، بهمن ۱۳۵۷/فوریه ۱۹۷۹.

تأسیس سازمان آزادی‌بخش فلسطین از جانب محمدرضا پهلوی محکوم شده بود؛ زیرا شاه در آن هنگام از اسرائیل حمایت می‌کرد. ایران و اسرائیل با سازمان آزادی‌بخش فلسطین به مخالفت برخاستند و شکل‌گیری چنین سازمانی را تهدیدی برای منطقه خاورمیانه قلمداد کردند. در مقابل، سازمان آزادی‌بخش با همه مخالفان شاه روابط برقرار کرد، به طوری که بسیاری از اعضای سازمان مجاهدین خلق ایران را برای آموزش نظامی در اردوگاه‌های خود پذیرفت.

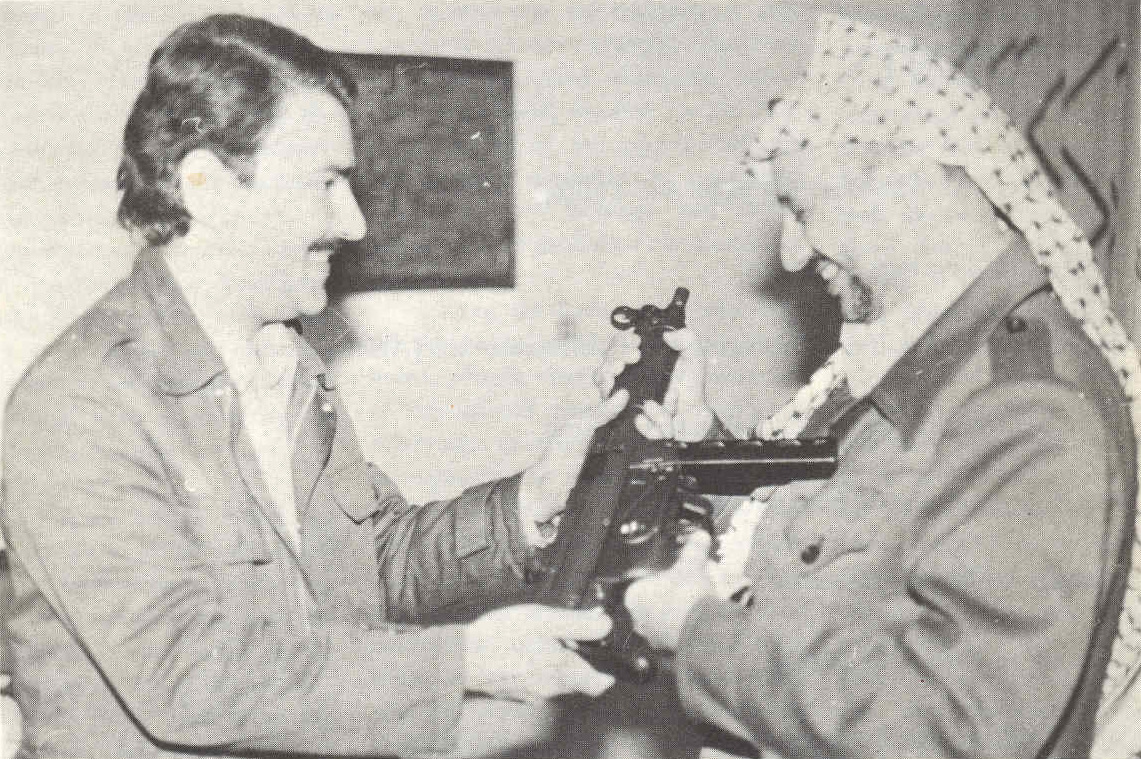
مسعود رجوی و یاسر عرفات در سال ۱۳۵۸

۶ روز پس از انقلاب ۱۳۵۷ ایران، یاسر عرفات نخستین مهمان خارجی ایران بود.هواپیمای او با وجود تعطیلی فرودگاه مهرآباد بر زمین نشست و به محض ورود در پاسخ به دلیل اطلاع ندادن سفرش گفت: «آدم برای رفتن به خانه‌اش اجازه نمی‌گیرد، من هم اجازه نگرفتم.» ابوعمار سپس به مدرسه علوی رفت و با سید روح‌الله خمینی دیدار کرد. او سپس به بهشت زهرا رفت و در سخنرانی خود گفت؛ «به موشه دایان گفتم آمریکا مال تو، من به ایران تکیه می‌کنم.» او یک هفته در ایران ماند و به مشهد و خوزستان هم سفر کرد.
با آغاز جنگ ایران و عراق، عرفات که روابط نزدیکی با هردو طرف درگیر داشت و نیز این جنگ را به زیان خود و به سود اسرائیل می‌دانست، در ۲ مهر ۱۳۵۹ با مقامات عراق و چند روز بعد در تهران با رئیس‌جمهور (ابوالحسن بنی‌صدر) و نخست‌وزیر (محمدعلی رجایی) دیدار کرد تا آن‌ها را نسبت به پذیرش میانجی‌گری متقاعد کند. پیشنهاد عرفات برای حل مسالمت‌آمیز بحران این بود که عراق در اسرع وقت، نیروهایش را از خاک ایران بیرون بکشد و ادعاهای ارضی خود را تا حل مباحث مورد اختلاف به تعویق بیندازد و در مقابل، ایران نیز انجام مذاکره در یک کشور بی‌طرف را با حضور یک کشور ثالث بپذیرد. این پیشنهاد توسط ایران رد شد.
در جریان جنگ ایران و عراق، ایران و سوریه به هم نزدیک‌تر شدند و به دلیل اختلافاتی که با سازمان آزادی‌بخش فلسطین پیدا کرده بودند، به حمایت از گروه‌های فلسطینی مخالف یاسر عرفات برخاستند. یاسر عرفات هم از صدام حسین حمایت کرد. عرفات با وجود قطع روابط با ایران، روابط خود را با مجاهدین خلق ایران حفظ کرد.
عرفات در زمان حمله عراق به کویت از صدام حسین حمایت کرد. این اقدام او باعث کاهش حمایت از او در بین کشورهای حاشیه خلیج فارس شد.

## مذاکرات صلح فلسطین و اسرائیل

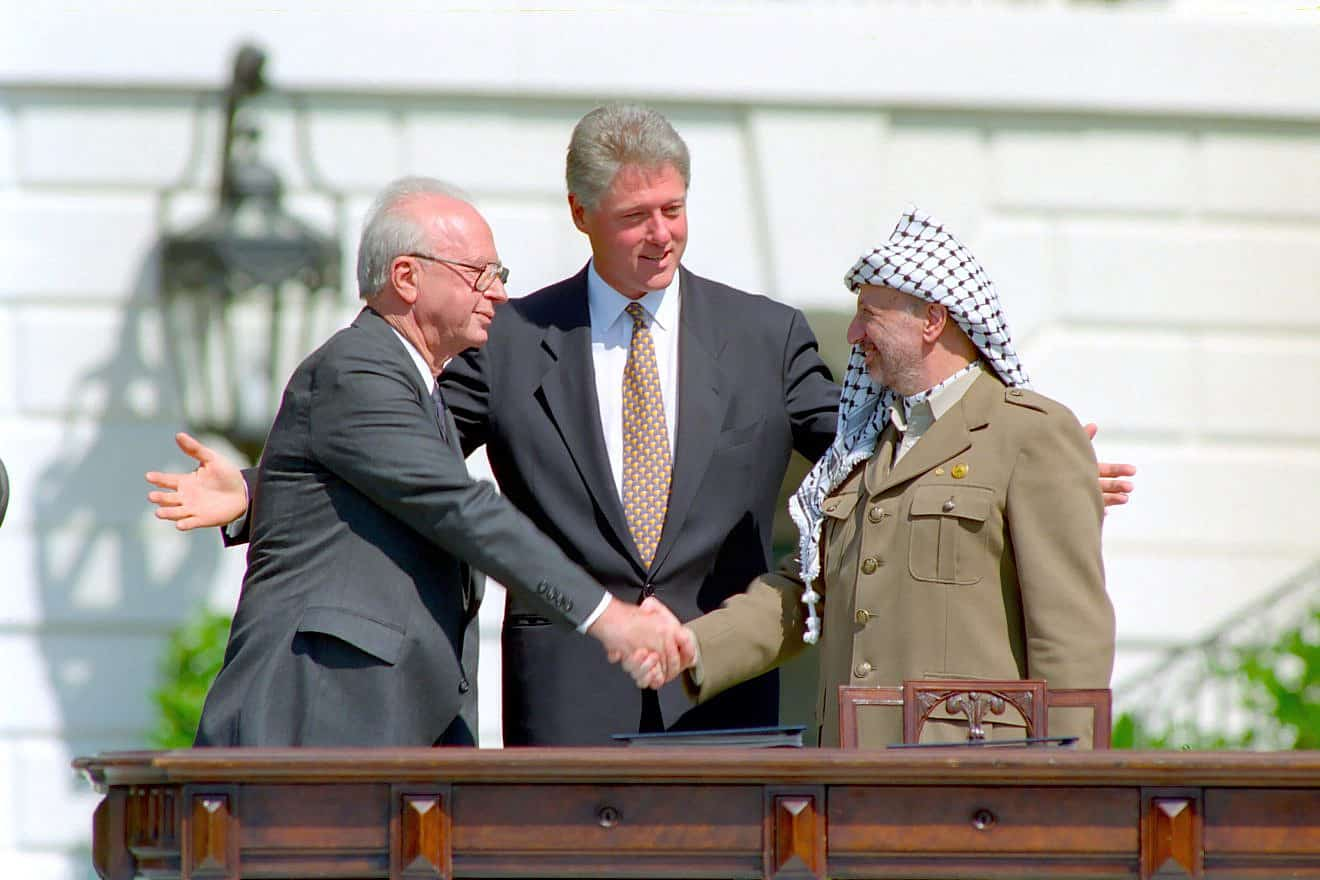
عرفات پس از امضای پیمان اسلو با دولت اسرائیل، با نخست‌وزیر وقت اسرائیل اسحاق رابین دست داد، در بین آن‌ها رئیس وقت جمهور آمریکا، بیل کلینتون ایستاده است. تاریخ: ۱۳ سپتامبر ۱۹۹۳

عرفات در سال ۱۹۷۴ در سازمان ملل متحد دربارهٔ مواضع خود سخن گفت:
من این‌جا در حضور همه شما می‌گویم که ما میل نداریم که حتی یک قطره از خون اعراب یا یهود (فرق نمی‌کند) بر زمین ریخته شود…
امروز من آمده‌ام با یک شاخه زیتون در یک دست و تفنگ رزمنده راه آزادی در دست دیگر، کاری نکنید که شاخه زیتون از دست من رها شود— یاسر عرفات، سخنرانی معروف عرفات در سازمان ملل، ۱۹۷۴،

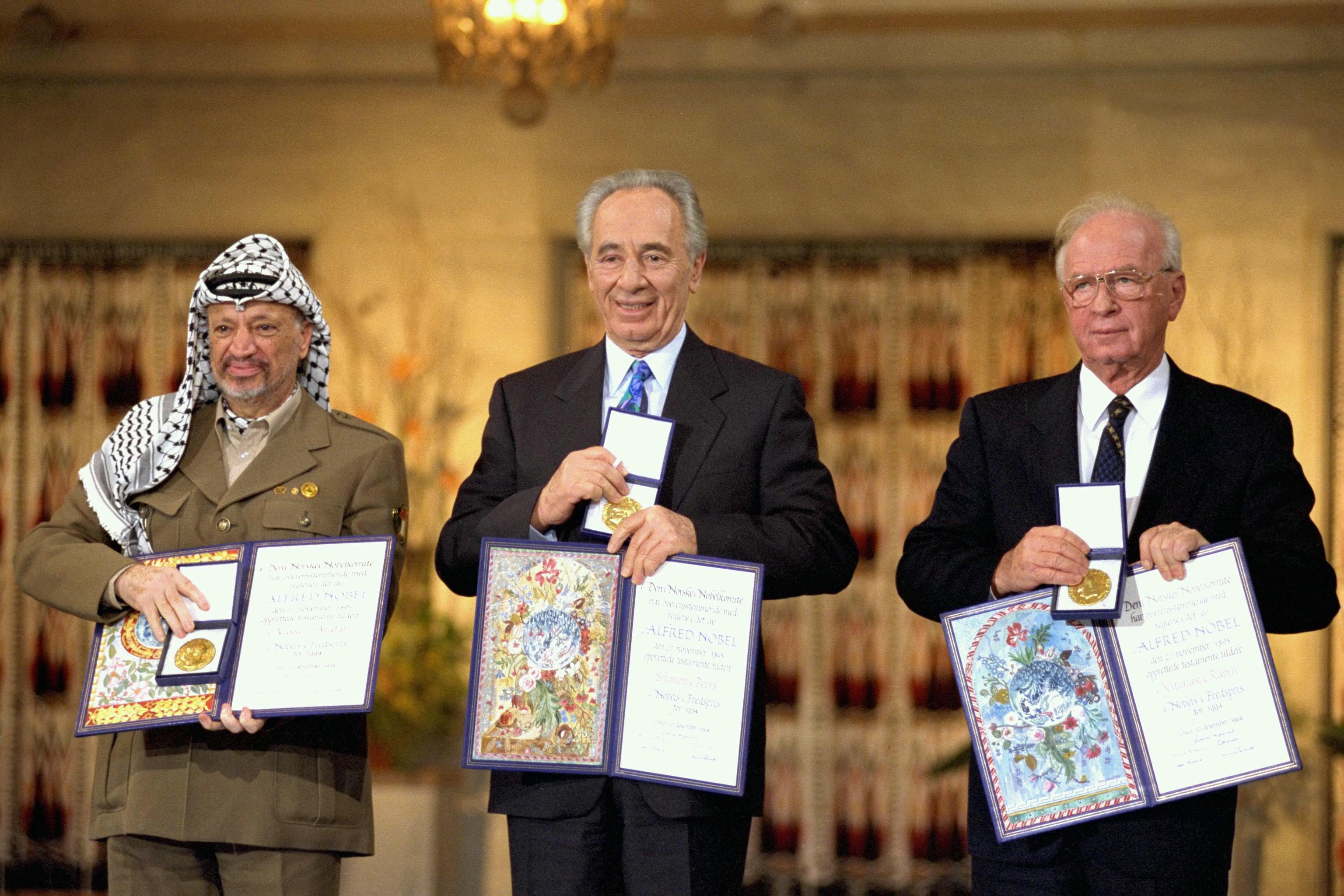
لحظه اهداء جایزه صلح نوبل به اسحاق رابین، شیمون پرز و یاسر عرفات در سال ۱۹۹۴ در اسلو، نروژ

عرفات در آغاز دههٔ ۱۹۹۰ دولت اسرائیل را به رسمیت شناخت و در مذاکرات صلح فلسطین و اسرائیل، معروف به پیمان‌های اسلو (شماره‌های یک و دو) با نخست‌وزیر وقت اسرائیل، اسحاق رابین شرکت کرد. به دنبال صلح نخستین با اسرائیل (پیمان اسلو ۱)، مناطق خودگردان فلسطین موقتاً تشکیل شد تا در آینده کشور مستقل فلسطینی بشود. وی در سال ۱۹۹۴ همراه با اسحاق رابین و شیمون پرز (وزیر امور خارجه دولت رابین) به خاطر پیمان اسلو میان اسرائیل و فلسطین، جایزه صلح نوبل گرفت. عرفات به عنوان نخستین رئیس‌جمهور فلسطین و محمود عباس به عنوان نخست‌وزیر فلسطین تعیین شدند. در سال ۱۹۹۵ عرفات و رابین، پیمان اسلو ۲ را امضا کردند. در این معاهده مناطق مختلف کرانه باختری و نوار غزه به سه دستهٔ الف، ب و ث تقسیم شده و حکومت خودگردان در سطح محدودی از قدرت اجرایی و مسئولیت ادارهٔ مناطق الف و ب بهره‌مند شد. همچنین چشم‌انداز مذاکرات برای دستیابی به یک توافق نهایی برای حل کامل مناقشات دو طرف بر مبنای قطعنامه‌های ۲۴۲ و ۳۳۸ شورای امنیت ترسیم شد. اسحاق رابین به دلیل تلاش برای صلح با فلسطین، توسط افراط‌گرایان اسرائیل، خائن به آرمان‌های اسرائیل نام گرفت و توسط یک یهودی افراطی در سال ۱۹۹۵ در اسرائیل ترور شد.
علی خامنه‌ای، رهبر ایران، در محکوم کردن مذاکرات عرفات با دولت اسرائیل گفت:
مذاکرات به اصطلاح صلحی است که بین گروهی از فلسطینی‌ها، یعنی همین عرفات و دارودسته او، با اسرائیلی‌ها در جریان است؛ یعنی قضیه سازش و حکومت به‌اصطلاح خودمختار فلسطینی و از این حرف‌ها. این هم یکی از آن زشت‌ترین فریب‌ها و ترفندهای اسرائیلی‌هاست که متأسفانه عدّه‌ای از مسلمانان و عدّه‌ای از خود فلسطینی‌ها به دام آن افتاده‌اند.— علی خامنه‌ای، ۱۰ دی ۱۳۷۸
پس از ترور رابین، عرفات به مذاکره با دولت بنیامین نتانیاهو در ۱۹۹۷ پرداخت که موفقیتی نداشت. او در سال ۲۰۰۰ با دولت ایهود باراک مذاکره کرد و با اسرائیل پیمان کمپ دیوید ۲ را بست. اما نهایتاً این مذاکرات هم شکست خوردند.

## مرگ
یاسر عرفات که برای نزدیک به چهار دهه رهبری جنبش استقلال سرزمین‌های فلسطینی را بر عهده داشت، در ۱۱ نوامبر ۲۰۰۴ پس از چند هفته دوره درمانی در بیمارستانی در پاریس درگذشت. در هنگام خاکسپاری وی نمایندگان بیش از ۵۰ کشور، از جمله آمریکا حضور داشتند.

### بررسی علت مرگ
بر پایه یافته‌های تحقیقات آزمایشگاهی در سوئیس یاسر عرفات با پولونیم، مسموم شده بود. فرانسوا بشود، رئیس مؤسسه فیزیک پرتوی در دانشگاه لوزان گفت بررسی نمونه‌های زیست‌شناسی متمرکز بود که از وسایل شخصی و لباس‌های عرفات در بیمارستان نظامی پاریس گرفته شده و به همسر او سها عرفات تحویل داده شده بود. آقای بشود به شبکه خبری الجزیره گفته است: «نتیجه آن شد که آثار پولونیم روی این نمونه‌ها یافته شد.» البته به گفته رئیس تیم تحقیقات آزمایشگاه برای تأیید قطعی مسمومیت لازم است که عرفات نبش قبر شود و عنوان داشت: «اگر سهیٰ عرفات (بیوه یاسر عرفات) واقعاً می‌خواهد بداند چه بر سر همسرش آمده، باید نمونه‌برداری صورت بگیرد یعنی همسرش نبش قبر شود. خانم عرفات باید نمونه‌ای در اختیار ما بگذارد که غلظت بالای پلونیوم را نشان دهد.» باید گفت در زمان درگذشت عرفات، مقامات فلسطینی اسرائیل را متهم به مسموم‌سازی او کردند. یک تیم تحقیقاتی فلسطینی، یک سال پس از مرگ او احتمال ابتلای او به سرطان، ایدز و همچنین مسمومیت را رد کرد.

#### پولونیم در جسد عرفات

تندیسی از یاسر عرفات در موزه مادام توسو لندن

در نوامبر ۲۰۱۲ گروهی از بازپرسان بین‌المللی بنا بر درخواست سهی عرفات (بیوه یاسر عرفات) مأمور شدند تا با نبش قبر وی و نمونه‌برداری از پیکر وی دوباره احتمال مرگ وی با مواد پرتوزا را بررسی نمایند. اینکار در تدابیر شدید امنیتی برگزار شد و متخصصانی از کشورهای فرانسه، روسیه و سوئیس مأمور بررسی نمونهٔ گرفته شده شدند.
متخصصان سوئیسی پس از آزمایش جسد یاسر عرفات اعلام کردند که در استخوان رهبر فلسطینی‌ها ۱۸ برابر اندازه معمول پرتوزایی یافته‌اند. متخصصان روسیه قبلاً وجود مواد پرتوزا در جسد عرفات را انکار کرده بودند. یک سال پس از کالبد شکافی جسد یاسر عرفات، کارشناسان سوئیسی اعلام کردند که در دنده و لگن خاصره عرفات ۱۸ برابر حد معمول ماده پرتوزا پولونیم وجود دارد. آن‌ها همچنین تأکید کردند که حتی در آن قسمت از خاک پیرامون جسد که مایعات پیکر عرفات را به خود جذب کرده به همین مقدار ماده پرتوزا وجود داشته است. روز ۱۵ اکتبر ۲۰۱۳ یعنی درست یک ماه پیش از اعلام نظر کارشناسان سوئیسی، همکاران روسی آن‌ها به خبرگزاری اینترفاکس گفتند که در جسد عرفات نشانی از پولونیم یافت نشده است. برای تحقیق پیرامون علت مرگ یاسر عرفات، هیئتی مرکب از متخصصان بیوپزشکی فرانسه، سوئیس و روسیه تشکیل شده بود. کارشناسان هر کشور قرار بود به صورت جداگانه روی یک سوم باقی‌مانده جسد عرفات تحقیق کنند. اما فرانسوی‌ها از این کار خودداری کردند.
در فوریه ۲۰۱۵ جنبش فتح گفت: «کمیته ویژه تحقیق دربارهٔ قتل یاسر عرفات، قاتل این رهبر فلسطینی را شناسایی کرده است و برای اطمینان از یافته‌های پژوهش به عمل آمده نیاز به زمان دارد». وی تصریح کرد: «اسرائیل مسئول ترور است. ولی ما به دنبال شخصی هستیم که مستقیماً اجرای طرح ترور را بر عهده داشته است.»